# Koroški plebiscit
Koroški plebiscit (nemško Kärntner Volksabstimmung), ki je potekal 10. oktobra 1920, je določil državno mejo med leta 1918 ustanovljeno Kraljevino Srbov, Hrvatov in Slovencev (kasneje Jugoslavijo) in  Avstrijo po 1. svetovni vojni. 

## Ozadje
Mirovna pogodba v Saint Germainu z Avstrijo 10. 9. 1919 naj bi določila mejo med Avstrijo in Kraljevino SHS. Spor je nastal predvsem zaradi Koroške, katere južni del so leta 1919 sicer zasedle jugoslovanske čete, vendar ob hudem oboroženem odporu krajevnih nemških sil (Abwehrkampf). Ker je Italija zagovarjala državno mejo na zgodovinski deželni meji med Kranjsko in Koroško, Velika Britanija pa mejo na Dravi, so velesile oblikovale posebne komisije, ki naj bi na terenu ugotovile voljo prebivalstva. Najvplivnejša je bila ameriška komisija pod vodstvom Shermana Milesa s sedežem na Dunaju. 22. 1. 1919 je bil izdan graško-ljubljanski protokol, ki je odločil, da se bo za državno mejo med Kraljevino SHS in Republiko Avstrijo upoštevala linija, ki jo določi ameriška komisija. Slednja je ocenila, da je Celovška kotlina enoten prostor in bi bila vsaka delitev škodljiva za njen nadaljnji razvoj, zato je zagovarjala naravno mejo na Karavankah. Težava pa je bila, da je komisija terensko delo opravljala pozimi, zaradi visokega snega pa je obiskala le večja naselja ob glavnih poteh, zaradi česar so upoštevali predvsem nemški živelj po mestih, ne pa glavnine Slovencev na podeželju. Pogodba je tako določila, da od nekdanje avstro-ogrske dežele Koroške Kraljevini SHS pripadeta Mežiška dolina in Jezersko, pripadnost širšega območja Celovške kotline (Rož, Gure, Celovec, Podjuna in južno pobočje Svinške planine) pa bi določil plebiscit. V ta namen je bilo območje razdeljeno v dve coni. Prva cona (cona A) s središčem v Velikovcu je bila pod zasedbo jugoslovanske vojske. Druga cona (cona B), ki je obsegala Celovec in območje severno od  Vrbskega jezera, je ostala pod upravo Republike Avstrije. Določeno je bilo, da se plebiscit izvede najprej v coni A, če bo uspešen za jugoslovansko stran, pa še v coni B.
Cona A je bila poseljena pretežno s slovensko govorečim prebivalstvom. Po avstrijskem popisu iz leta 1910 so slovensko govoreči na tem območju predstavljali skoraj 70 % prebivalstva. Nemško govoreči so bili koncentrirani predvsem v Velikovcu in v nekaterih manjših krajevnih središčih (predvsem Pliberk in Borovlje).
Kljub šestmesečnemu roku, ki ga je določala saintgermainska mirovna pogodba, pa je bil plebiscit izvršen šele 10. oktobra 1920.
Pred plebiscitom sta obe strani izvajali intenzivno propagando. Avstrijska propaganda je poudarjala predvsem ekonomske koristi za ohranitev enotnosti Celovške kotline, sklicevala pa se je tudi na koroško deželno zavest in na bratstvo med slovensko in nemško govorečimi prebivalci Koroške. Poudariti je potrebno, da je avstrijska propaganda uporabljala slovenski jezik in zagotavljala, da bo v Republiki Avstriji po plebiscitu užival enakopraven status z nemščino. Jugoslovanska (oz. slovenska) stran je po drugi strani nastopala skoraj izključno z argumenti, ki so poudarjali narodno zavest, in je bila izrazito protinemško usmerjena. Razglednice in plakate je oblikoval Maksim Gaspari: Koroška pravljica, Ne maram za staro falirano Avstrijo --- Imam rajši mlado bogato Jugoslavijo!, Deutchösterreich, o weh! Kni škoda za črivle, za tvoje noje, da za spufano Avstrijo brusiš pete, 	Se en paver lih vsika, se že ozdravi, se pa Avstrija shavžje pa žavbe nič ni. Šele v zadnjih tednih pred plebiscitom se je usmerila tudi h gospodarskim vprašanjem, vendar je bila pri tem precej nespretna. Bolj kot protislovenska je bila avstrijska propaganda antijugoslovanska in je razmere v Kraljevini SHS prikazovala kot kaotične. Za slovensko stran pa bi lahko rekli, da ni znala dovolj izkoristiti politične nestabilnosti mlade avstrijske republike in njenega nezavidljivega položaja v mednarodni skupnosti za svojo propagando.

## Rezultati
|                 | za Avstrijo | za Kraljevino SHS |
| --------------- | ----------- | ----------------- |
| Okraj Rožek     | 1980        | 2318              |
| Okraj Borovlje  | 6427        | 4981              |
| Okraj Velikovec | 8306        | 2444              |
| Okraj Pliberk   | 5312        | 5535              |
| Skupaj          | 22.025      | 15.278            |

10. oktobra 1920 je bil izveden plebiscit v coni A. Za Avstrijo je glasovalo 59,1 % (22.055 volivcev), za Kraljevino SHS pa 40,9 % (15.279) volivcev. Glasovi za Jugoslavijo so prihajali večinoma iz južnega brega Drave, a so bili precej razpršeni. Podrobnejša analiza rezultatov pokaže, da je precejšen del narodno zavednih Slovencev glasoval za Avstrijo.
Za spojitev z matičnim narodom oz. za priključitev k Jugoslaviji je večinsko glasovalo 18 takratnih občin Južne Koroške.  To so bile:
- Loče ob Baškem jezeru  (nemško Latschach am Faaker See, danes del občine Bekštanj) :  62% za Jugoslavijo, 38% za Avstrijo
- Ledince   (nemško Ledenitzen, danes del občine Bekštanj) : 60% za Jugoslavijo, 40% za Avstrijo
- Šentjakob v Rožu  :  54% za Jugoslavijo, 46% za Avstrijo
- Loga vas   (nemško Augsdorf, danes del občine Vrba ob Vrbskem jezeru) : 57% za Jugoslavijo, 43% za Avstrijo
- Zgornja vesca   (nemško Oberdörfl, danes del občine Bilčovs) : 71% za Jugoslavijo, 29% za Avstrijo
- Bilčovs :  79% za Jugoslavijo, 21% za Avstrijo
- Radiše (nemško Radsberg, danes del občine Žrelec): 51% za Jugoslavijo, 49% za Avstrijo
- Bistrica v Rožu : 55% za Jugoslavijo, 45% za Avstrijo
- Slovenji Plajberk (nemško Windisch Bleiberg, danes del občine Borovlje) : 82% za Jugoslavijo, 18% za Avstrijo
- Svetna vas   (nemško Weizelsdorf, danes del občine Bistrica v Rožu) : 63% za Jugoslavijo, 37% za Avstrijo
- Sele : 94% za Jugoslavijo, 6% za Avstrijo
- Bela  (nemško Vellach, danes del občine Železna Kapla - Bela) : 79% za Jugoslavijo, 21% za Avstrijo
- Globasnica : 52% za Jugoslavijo, 48% za Avstrijo
- Bistrica pri Pliberku : 65% za Jugoslavijo, 35% za Avstrijo
- Libuče (nemško Loibach, danes del občine Pliberk) :  55% za Jugoslavijo, 45% za Avstrijo
- Blato  (nemško Moos, danes del občine Pliberk) : 85% za Jugoslavijo, 15% za Avstrijo
- Žvabek (nemško Schwabegg, danes del občine Suha) : 75% za Jugoslavijo, 25% za Avstrijo
- Libeliče  : 57% za Jugoslavijo, 43% za Avstrijo

Po plebiscitu je Avstrija meje občin, ki so se večinsko odločile za Slovenijo/Jugoslavijo, precej spreminjala. Te občine so se poleg dejstva, da je v njih živelo večinsko slovensko prebivalstvo, na plebiscitu tudi politično opredelile proti Avstriji, zato jih je avstrijska država v naslednjih desetletjih obravnavala kot politično sumljive. 11 od 18 občin, ki so na plebiscitu glasovale za Jugoslavijo, danes več ne obstaja, oziroma so bile priključene drugim občinam, s čimer se je poskušalo nevtralizirati njihovo politično samostojnost in preprečiti prevzem lokalne oblasti s strani predstavnikov slovenske narodne skupnosti. Libeliče (edina od omenjenih občin, ki je svojo plebiscitno voljo tudi dejansko uveljavila) so bile leta 1922 na zahtevo prebivalstva razdeljene na dva dela: en del danes pripada Sloveniji, drugi del pa je bil pod nemškim nazivom Leifling priključen občini Suha/Neuhaus.

## Interpretacije in posledice
Koroški plebiscit je zgodovinsko zaznamoval življenje Koroške, še posebej pa Koroških Slovencev vse do današnjih dni. Nemške skrajno desne nacionalistične skupine, brambovske organizacije in pangermansko orientirane politične stranke so takoj po izpeljanem plebiscitu začele razlagati njegove rezultate v skladu z njihovo siceršnjo nestrpno ideologijo "Kärntner spricht Deutsch/Korošec govori nemško". Nemško nacionalistični krogi so trdili, da se koroški Slovenci na plebiscitu dejansko niso odločili samo za pripadnost moderni republiki Avstriji, temveč tudi za pripadnost širšemu nemštvu. Rezultati plebiscita so jim služili predvsem kot opravičilo za nadaljevanje agresivne politike ponemčevanja Južne Koroške. Del slovensko govorečega prebivalstva, ki je iz takšnih ali drugačnih razlogov glasoval za priključitev Avstriji (okoli 40%), so enostransko in neosnovano razglasili za "Nemcem prijazne/Deutsch-freundlich". Iz tovrstnih interpretacij se je kasneje razvila tudi popolnoma nestrokovna in na rasizmu utemeljena Vindišarska teorija, ki je med 2. svetovno vojno pripeljala do brutalnega nacističnega preganjanja Slovencev in poskusov njihove dokončne odstranitve s Koroškega. Vodilni nemško-koroški politiki post-plebiscitnega medvojnega časa, na primer Hans Steinacher in Arthur Lemisch, so narodno zavedne koroške Slovence obravnavali z odkrito sovražnostjo, kot "zaslepljence, ki jih je potrebno v teku ene generacije ponovno vrniti v pravo (nemško) koroštvo" in napovedovali, da  "želimo odstraniti vse tiste, ki škodujejo svetemu miru naše dežele."
Koroško-slovenska stran je bila ob rezultatih plebiscita očitno šokirana in si dolgo ni opomogla. Znotraj slovenske skupnosti so se začela medsebojna obtoževanja, prepiri in delitve. Slovence, ki so iz svojih razlogov glasovali za Avstrijo, se je začelo obravnavati kot narodne izdajalce in jih obtoževati za neuspeh na plebiscitu, s tem pa se jih je nehote in neupravičeno potiskalo v tako imenovani vindišarski tabor. Tako razdeljena in neenotna slovenska skupnost je postala lahek plen za okrepljeno medvojno dejavnost nemško-nacionalnih in pangermanskih organizacij, ki za dosego svojih ciljev (trajno ponemčenje Južne Koroške) niso izbirale sredstev. Odliv prebivalstva iz slovensko govoreče skupnosti, ki je bil vse od uvedbe utrakvističnega šolstva na Južnem Koroškem zelo očiten in ki je število slovensko govorečih med letoma 1869 in 1910 skoraj razpolovil, se je po plebiscitu samo še stopnjeval. Koroško-slovenska stran je izgubila odprt stik z matico za skoraj 70 let. V post-plebiscitnem obdobju sta imeli Avstrija in Kraljevina SHS vseskozi napete politične odnose in meja med njima je bila tesno zaprta, kar je koroškim Slovencem samo škodilo. Slovenci na obeh straneh meje so tesnejše stike obnovili šele za časa 2.svetovne vojne in slovenskega narodno-osvobodilnega boja, ko so se v upor proti nacističnemu preganjanju vzdignili koroški partizani v Selah, Železni Kapli, na Obirskem, Svinški planini, v Podjuni in na širšem območju Karavank. Njihove napore je podpirala središčna OF slovenskega naroda, ki je imela za enega svojih ciljev tudi združitev vseh Slovencev v enotni državi. Po 2. svetovni vojni, ko je že kazalo, da se bodo razmere za koroške Slovence izboljšale in da bodo lahko tudi kot avstrijski državljani ohranili svoj jezik, kulturo in povezanost z matičnim narodom, je med obe državi padla železna zavesa. Avstrija, čeprav uradno nevtralna, je bila vključena v blok demokratičnih zahodnih zaveznikov pod vodstvom ZDA, Slovenija pa kot del nove socialistične Jugoslavije v blok vzhodnih totalitarnih režimov pod vodstvom Sovjetske zveze. Železna zavesa se je kmalu izkazala kot samo še en dejavnik v pospešenem raznarodovanju koroških Slovencev, saj so postali vsi narodno zavedni Slovenci na Koroškem v očeh njihovih nemško govorečih sodržavljanov tudi "komunisti" ali "socialisti" in se v tem smislu dojemali kot sovražni demokratični avstrijski politični ureditvi. Organiziranemu protislovenskemu hujskaštvu, ki je bilo na Koroškem prisotno že vsaj od sredine 19. stoletja, se je sedaj pridružilo še protikomunistično hujskaštvo, ki je dobilo v obdobju hladne vojne odlično priložnost, da svoje siceršnje skrajnodesničarske in rasistične poglede skrije pod pretvezo "borbe proti komunizmu", pri čemer je "komunizem" skoraj vedno sovpadal s "slovenstvom" in slovanstvom nasploh.
Šele po demokratizaciji in osamosvojitvi Republike Slovenije leta 1991, predvsem pa po njenem vstopu v Evropsko Unijo leta 2004, so se začele zahteve po večji enakopravnosti Slovencev na Koroškem obravnavati bolj konstruktivno tudi s strani avstrijskih oblasti. Meja med obema državama se je v duhu evropskega sodelovanja sprostila, po vstopu Slovenije v Schengensko območje pa skoraj izginila. Slovenščina je postala eden od uradnih jezikov Evropske Unije in tudi najbolj trdovratnim nemško-nacionalnim krogom na Koroškem, ki se sicer ob vsaki priložnosti še vedno trudijo oživljati stara protislovenska čustva, teh sprememb ni bilo mogoče zanikati. Več kot 90 let po koroškem plebiscitu, in čeprav je njihovo število po uradnih statistikah upadlo na zgodovinsko nizke ravni, so koroški Slovenci morda zato ravno danes v najboljšem položaju, da si v ozračju odprtih evropskih meja in spremenjenega odnosa do manjšin po vsej Evropi, povrnejo svoje narodnostne in jezikovne pravice.
Koroški plebiscit je nenavadno dolgotrajen fenomen, katerega posledice še danes razdvajajo velik del slovenske in koroške javnosti in ki še danes v marsičem opredeljuje vsakdanjo politično realnost na avstrijskem Koroškem. Kot takšen je imel daleč dolgotrajnejše in bolj tragične učinke od nekaterih drugih podobnih plebiscitov, ki so se na različnih delih Evrope izvajali po 1. svetovni vojni (dansko-nemški plebiscit v Schleswigu, nemško-poljski plebiscit v Gornji Šleziji). Vse vpletene strani ga še danes razlagajo precej drugače: nemško-nacionalna stran kot zavestno in prostovoljno odločitev koroških Slovencev in "Vindišarjev" za vključitev v nemški jezikovni in kulturni krog, slovenska stran bodisi kot nacionalno tragedijo bodisi kot prevaro, koroški Slovenci pa predvsem kot začetek več desetletij trajajočega zatiranja in odrivanja iz javnega življenja na Koroškem. Moderna razlaga, ki je verjetno najbližja resnici, je, da se je velik delež slovensko govorečega prebivalstva na plebiscitu odločil za Avstrijo predvsem iz :
- ekonomskih razlogov (navezava koroških kmetov na trge v Celovcu in Beljaku)
- političnih razlogov (Avstrija se je po 1. svetovni vojni pozicionirala kot demokratična republika, Jugoslavija pa kot tradicionalistična monarhija)
- religioznih razlogov (Avstrija je zgodovinsko katoliška dežela, Jugoslavija pa je kot večnacionalna in večverska dežela z močnim pravoslavnim in muslimanskim elementom povprečnemu katoliškemu Korošcu delovala precej tuje)
- zgodovinsko domoljubnih motivov (zavest o tisočletni pripadnosti deželi Koroški, pred tem tudi slovenski kneževini Karantaniji, je bila med koroškimi Slovenci mnogo starejša in bolj zakoreninjena od zavesti o pripadnosti ideji Zedinjene Slovenije, ki se je pojavila šele sredi 19. stoletja)

V moderni Sloveniji obstaja danes veliko špekulacij, da bi se plebiscit lahko končal drugače, če bi se Korošci na plebiscitu namesto med Avstrijo in Jugoslavijo odločali med Avstrijo in Slovenijo. Hkrati obstajajo nekatere skrajne teorije, ki so sicer zelo blizu nemško-nacionalni razlagi dogodkov in ki trdijo, da so se koroški Slovenci na plebiscitu sami prostovoljno izločili iz slovenskega narodnega telesa. Vendar kljub vsemu ostaja dejstvo, ki ga ni mogoče ovreči: na koroškem plebiscitu 10. oktobra leta 1920 se je velika večina slovensko govorečih Korošcev (po uradno veljavnih rezultatih okoli 60%) dejansko odločila za priključitev k matičnemu narodu. Splet okoliščin, dolgotrajna agresivna germanizacija Južne Koroške med letoma 1869 in 1918, krvavi in med ljudstvom nepriljubljeni povojni oboroženi spopadi, pristranskost mednarodne komisije in mnoge nepravilnosti v izvedbi samega plebiscita so skupno tehtnico na koncu prevesili na avstrijsko stran. Toda rezultati so hkrati nedvoumno pokazali, da je znotraj takratnega slovensko govorečega prebivalstva Južne Koroške obstajala jasno izražena večina, ki je želela ohraniti svojo pripadnost slovenstvu, tudi za ceno priključitve novi in neznani politični tvorbi.

## Koroški plebiscit v slovenski književnosti
- Ivan Pregelj: Umreti nočejo: Zgodbe slovenske bolečine na Koroškem (1930)
- Ivan Matičič: Moč zemlje: Pripoved vasi (1931)
- Prežihov Voranc: Požganica: Roman iz prevratnih dni (1939)
- Peter Mohar: Med nebom in peklom: Pričevanje iz plebiscitnega leta (1986)
- Vid Lavrin: Minula sreča (mali sonetni venec) (2025)